# Manuel Camacho Meléndez
Manuel Camacho Meléndez (* 6. April 1929 in Atemajac del Valle, Jalisco; † 24. September 2008 in San Diego, Kalifornien, USA), auch bekannt unter dem Spitznamen La Bruja (die Hexe) war ein mexikanischer Fußballtorwart, der als Profispieler nahezu ein Vierteljahrhundert im Einsatz war.

## Spieler

### Verein
La Bruja Camacho gab sein Profidebüt in der mexikanischen Primera División bereits als Fünfzehnjähriger in einem Spiel des Club América gegen den Club Marte, das am 2. November 1944 ausgetragen und von América mit 4:1 gewonnen wurde. 1946 verließ Camacho den Club América und ging zum CD Veracruz. Zwei Jahre später kehrte er in die Hauptstadt zurück und spielte eine Saison für den CF Asturias. Von 1949 bis 1953 stand er beim Club Marte unter Vertrag. Eine vierjährige Vereinszugehörigkeit ohne Unterbrechung schaffte er ansonsten nur noch beim Deportivo Toluca FC, für den er zwischen 1955 und 1959 insgesamt 84 Mal das Tor hütete. Die meisten Einsätze (insgesamt 132) hatte er für den Club América; dem einzigen Verein, für den er mehrmals tätig war. Nach seinen Anfangsjahren (1944 bis 1946) und zwei weiteren Jahren von 1953 bis 1955 sowie drei Spielzeiten zwischen 1961 und 1964 stand er insgesamt sieben Jahre bei América unter Vertrag. In den Spielzeiten 1953/54 und 1954/55 gewann er mit den Americanistas den Pokalwettbewerb und darüber hinaus 1955 auch den Supercup.
1967 wechselte er in die neu gegründete US-amerikanische National Professional Soccer League und hütete für die Chicago Spurs das Tor. Dort beendete er seine aktive Laufbahn und blieb fortan in den USA, wo er zuletzt in San Diego lebte, wo er am 24. September 2008 an den Folgen eines Herzanfalls verstarb.

### Nationalmannschaft
Camacho, der 1958 ins mexikanische WM-Aufgebot berufen wurde, wo er hinter Antonio Carbajal keine Chance auf Einsätze erhielt, absolvierte lediglich eine Halbzeit im Tor der mexikanischen Nationalmannschaft. Am 17. März 1956 wurde er in einem Spiel gegen Chile (2:1) zur Halbzeit beim Stand von 1:1 für „Tubo“ Gómez eingewechselt und blieb ohne Gegentor.
Darüber hinaus kam Camacho in zehn Spielen zum Einsatz, die eine inoffizielle mexikanische Auswahlmannschaft gegen eine argentinische Auswahlmannschaft sowie den CA Lanús, den CF Atlante, Deportivo Toluca, Hannover 96, eine Auswahlmannschaft von Guadalajara, Belenenses Lissabon, Benfica Lissabon, Dukla Prag und den Club León bestritt.

## Erfolge
- Mexikanischer Pokalsieger: 1954, 1955
- Mexikanischer Supercup: 1955